# Coup d'œil (revue)
La revue Coup d'Œil est une revue de la presse écrite sur la culture sourde publiée en France de janvier 1977 à Juin 1986 par deux sociologues: Bernard Mottez et Harry Markowicz,.

## Histoire
À l'origine de cette création, en 1976, Bernard Mottez et Harry Markowicz remarquent qu'on pose toujours les mêmes questions sur la surdité, le mode de vie de personnes sourdes, etc.
Ce revue est vendue plus de trentaine pays et a 1200 exemplaire pour le dernier numéro en 1986. Aujourd'hui, on peut encore recevoir ces revues par Deux langues pour une éducation.

## Édition
Coup d'Œil est une revue bimensuelle d'information générale sur la société, la politique, la culture, les actualités sur la communauté sourde avec des interviews en période du Réveil sourd, surtout l'actualité de Langue des signes en France et dans le monde.